# Žlender
Žlender je priimek več znanih Slovencev:
- Bojan Žlender (*1957), gradbenik, prof., državni uradnik
- Bojan Žlender (*1954?), psiholog, strokovnjak za prometno varnost
- Boris Žlender (*1959), šahist, velemojster dopisnega šaha
- Božidar Žlender (*1948), biolog, živilski tehnolog, univ. prof.
- Lučka Žlender, arhitektka
- Majda Žlender (1941—1981), novinarka
- Mirko Žlender (1924—2005), pravnik, gospodarstvenik, politik in diplomat
- Nikolaj Žlender (*1949), živilski tehnolog =?
- Rok Žlender (+1932), ?
- Tone Žlender (1925-2011)??, voditelj prvih tečajev samoobrambe-jiu-jitsu/judo